# Anar

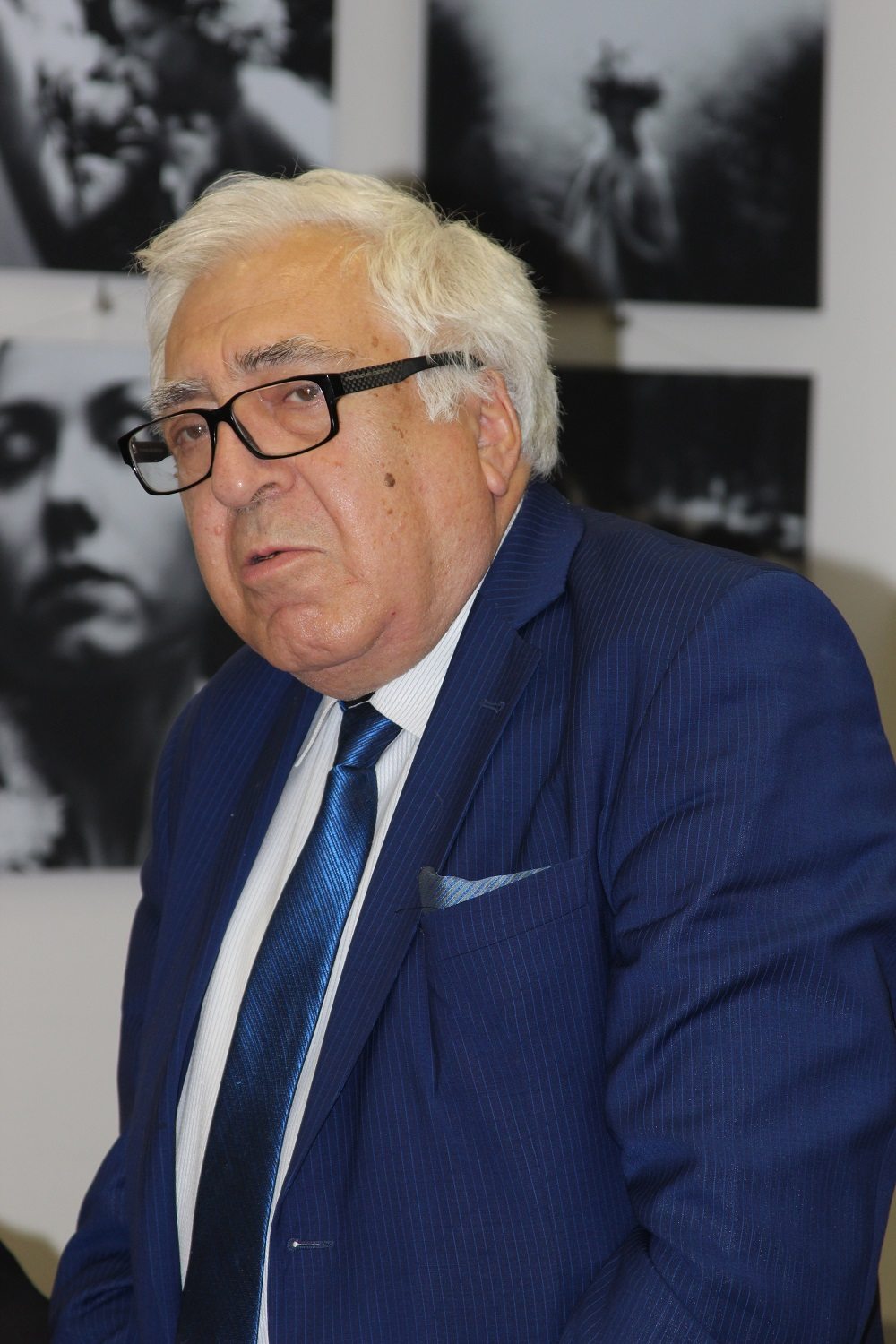
Anar

Anar (bürgerlich Anar Rəsul oğlu Rzayev; * 14. März 1938 in Baku, Aserbaidschanische SSR) ist ein moderner aserbaidschanischer Schriftsteller.
U. a. wurden seine Erzählungen Ich, du, er und das Telefon, Georgischer Name (beide 1967) und sein Roman Weißer Hafen in mehrere Sprachen (Deutsch, Französisch, Spanisch, Polnisch, Ungarisch, Arabisch, Bulgarisch sowie die Sprachen der ehemaligen Sowjetunion) übersetzt und in vielen Ländern veröffentlicht.
Nach Motiven der Erzählung Ich, du, er und das Telefon wurde in Bulgarien ein Theaterstück geschrieben und in Moskau im Filmstudium Mosfilm der Film Jeden Abend um 11.00 Uhr gedreht.
In Deutschland war besonders sein Roman Der Lift fährt vorbei (aserb.: Der sechste Stock des fünfstöckigen Hauses (1978)) bekannt, der von der unglücklichen Liebe zwischen Tähminä und Saur erzählt, die an den konservativen Traditionen der Gesellschaft scheitert.
Weitere Werke:
- In Erwartung des Feiertags